# World Series of Fighting (Canadá)
World Series of Fighting (Canadá), antiga Aggression Fighting Championship, Aggression MMA e Armageddon Fighting Championship é uma promoção canadense de Artes Marciais Mistas com sede em Edmonton, Alberta, Canadá. A promoção fez sua estréia em 2009. Armageddon Fighting Championship e Aggression MMA se migraram em 2012 para criar o Aggression Fighting Championship. Em Setembro de 2013, World Series of Fighting comprou o Aggression Fighting Championship para entrar no mercado canadense, mas depois foi descoberto que os executivos da AFC fecharam a empresa para se juntar a nova organização WSOF Canada.

## Regras
A organização aplica as Regras Unificadas das Artes Marciais Mistas, onde os lutadores competem em um cage.

### Rounds
Todos os rounds dos eventos são ocorridos com um tempo limite de cinco minutos. Lutas pelo cinturão contam com cinco rounds de cinco minutos, e lutas não-válidas pelo título contém três rounds de cinco minutos. Com um minuto de descanso entre os rounds.

### Roupas
Todos os competidores lutam com shorts aprovados, sem sapatos. Camisa, Keikogi ou calças compridas (incluindo calças de kimono) não são permitidos. Os lutadores usam uma luva leve com abertura nos dedos, que incluem pelo menos 1" de preenchimento em torno das juntas, (110 a 170 g / 4 a 6 onças) que permitem que os lutadores façam luta agarrada. Essas luvas permitem os lutadores de socar com menos risco de sofrer uma lesão ou quebrar a mão, enquanto mantém a capacidade de agarrar e fazer grapple.

## Atuais Campeões
| Divisão          | Limite de Peso | Campeão   | Desde                                                | Defesas de Título |
| ---------------- | -------------- | --------- | ---------------------------------------------------- | ----------------- |
| Peso Pesado      | 120 kg         |           |                                                      |                   |
| Peso Meio Pesado | 93 kg          |           |                                                      |                   |
| Peso Médio       | 84 kg          |           |                                                      |                   |
| Peso Meio Médio  | 77 kg          | Ryan Ford | WSOF Canadá: Ford vs. Powell 21 de Fevereiro de 2014 | 0                 |
| Peso Leve        | 70 kg          |           |                                                      |                   |
| Peso Pena        | 66 kg          |           |                                                      |                   |
| Peso Galo        | 61 kg          |           |                                                      |                   |

## Lista de Campeões

### Peso Pesado
93 a 120 kg
| No. | Nome | Evento | Data | Defesas |
| --- | ---- | ------ | ---- | ------- |
| 1   | N/A  | N/A    | N/A  |         |

### Peso Meio Pesado
84 a 93 kg
| No.                                                              | Nome                                  | Evento                            | Data                | Defesas |
| ---------------------------------------------------------------- | ------------------------------------- | --------------------------------- | ------------------- | ------- |
| 1                                                                | Razak Al-Hassan derrotou Tim Chemelli | AFC 17: Anarchy Edmonton, Alberta | 23 de Março de 2013 |         |
| Todos os títulos do AFC foram vagos após ser comprado pelo WSOF. |                                       |                                   |                     |         |

### Peso Médio
77 a 84 kg
| No. | Nome | Evento | Data | Defesas |
| --- | ---- | ------ | ---- | ------- |
| 1   | N/A  | N/A    | N/A  |         |

### Peso Meio Médio
70 a 77 kg
| No.                                                              | Nome                            | Evento                                         | Data                 | Defesas |
| ---------------------------------------------------------------- | ------------------------------- | ---------------------------------------------- | -------------------- | ------- |
| 1                                                                | Ryan Ford derrotou Michael Hill | AFC 19: Undisputed Edmonton, Alberta           | 5 de Julho de 2013   |         |
| Todos os títulos do AFC foram vagos após ser comprado pelo WSOF. |                                 |                                                |                      |         |
| 2                                                                | Ryan Ford derrotou Joel Powell  | WSOF Canadá: Ford vs. Powell Edmonton, Alberta | 21 de Fevereiro 2014 |         |

### Peso Leve
66 a 70 kg
| No.                                                 | Nome                                   | Evento                               | Data                   | Defesas |
| --------------------------------------------------- | -------------------------------------- | ------------------------------------ | ---------------------- | ------- |
| 1                                                   | Stephen Beaumont derrotou Evan Sanguin | AFC 9: Inception Edmonton, Alberta   | 8 de Junho de 2012     |         |
| 2                                                   | Shane Campbell                         | AFC 14: Invasion Edmonton, Alberta   | 23 de Novembro de 2012 |         |
| 3                                                   | Jesse Ronson                           | AFC 19: Undisputed Edmonton, Alberta | 5 de Julho de 2013     |         |
| Ronson vagou o título quando trocou o AFC pelo UFC. |                                        |                                      |                        |         |

### Peso Pena
61 a 66 kg
| No. | Nome | Evento | Data | Defesas |
| --- | ---- | ------ | ---- | ------- |
| 1   | N/A  | N/A    | N/A  |         |

### Peso Galo
57 a 61 kg
| No.                                                              | Nome                               | Evento                              | Data                | Defesas |
| ---------------------------------------------------------------- | ---------------------------------- | ----------------------------------- | ------------------- | ------- |
| 1                                                                | Curtis Brigham derrotou Mike Adams | AFC 16: Uprising Winnipeg, Manitoba | 23 de Março de 2013 |         |
| Todos os títulos do AFC foram vagos após ser comprado pelo WSOF. |                                    |                                     |                     |         |

## Ver Também
- World Series of Fighting